# Этельбальд (король Мерсии)
Этельбальд (др.-англ. Æþelbald, англ. Ethelbald, Aethelbald, Æthelbald; умер 757) — король Мерсии в 716 — 757 и король Сассекса в 750 — 757 годах.

## Происхождение и приход к власти
Этельбальд происходил из королевского рода Мерсии, хотя его отец, Алви (Alweo), королём никогда не был. Отец Алви, Эова (Eowa), возможно, делил трон в течение некоторого времени со своим братом Пендой. Англосаксонская хроника не упоминает Эову; однако, два более поздних источника — «История Британии» и «Анналы Камбрии» — называют Эову королём.
Во время юности Этельбальда Мерсией правил Кеолред, внук Пенды, троюродный брат Этельбальда. Ранний источник, «Житие святого Гутлака», рассказывает, что Кеолред отправил Этельбальда в изгнание. Гутлак был мерсийским дворянином, который оставил светскую жизнь полную насилия, и покаявшись, стал сначала монахом в Рептоне, а позже отшельником, живущим в холме в Кроуленде, в восточных, принадлежащих англам болотах. Во время своего изгнания Этельбальд и его люди также нашли убежище в этих болотах, где и посетили Гутлака. Гутлак сочувствовал Этельбальду, возможно, из-за притеснений, чинимых Кеолредом монастырям. Вероятно, что поддержка Гутлака была политически полезна для Этельбальда в получении трона. После смерти Гутлака у Этельбальда был сон, в котором Гутлак пророчил величие для него и Этельбальд позже, когда стал королём, одарил гробницу Гутлака. Когда Кеолред умер от безумия во время пира, Этельбальд возвратился в Мерсию и стал правителем. В источниках есть упоминания, что король по имени Кеолвальд, возможно брат Кеолреда, правил в течение короткого времени между Кеолредом и Этельбальдом.

## Усиление могущества

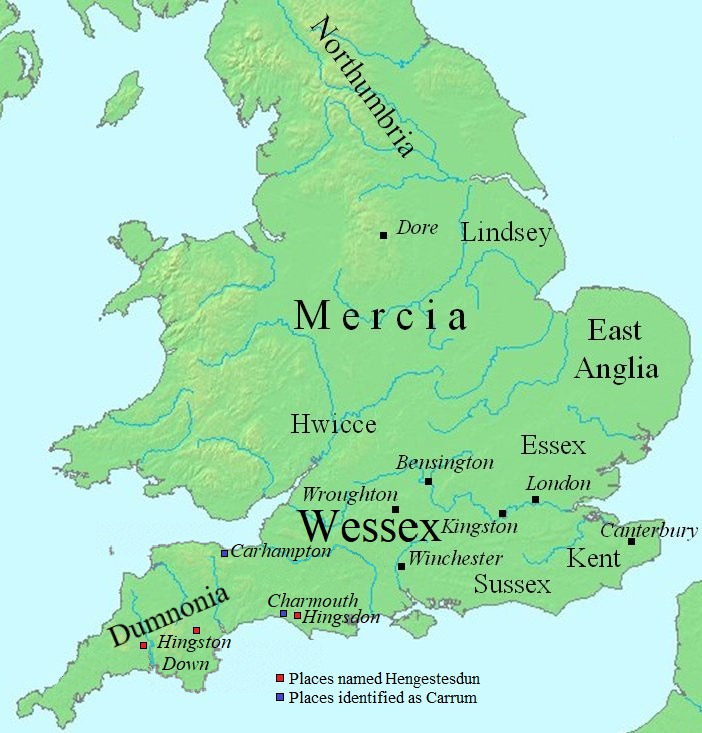
Англия периода англосаксов

Время правления Этельбальда отмечено увеличением могущества Мерсии; есть некоторые сведения, что к 731 году он объединил под своей властью всех англов к югу от реки Хамбера. Также сохранилось достаточно информации, чтобы проследить продвижение влияния Этельбальда на два южных королевства — Уэссекс и Кент. В начале правления Этельбальда в Кенте и Уэссексе правили сильные короли — Витред и Ине соответственно. Витред Кентский умер в 725 году, а Ине Уэссекский, один из самых могущественных правителей того времени, отказался от трона в 726, чтобы совершить паломничество в Рим. Согласно Англосаксонской хронике, преемник Ине, Этельхард, вступил в борьбу за престол с элдорменом по имени Освальд, которого хроника представляет потомком Кеавлина, более раннего короля Уэссекса. Этельхард в конце концов преуспел в этой борьбе и, если верить некоторым признакам, в дальнейшем он правил находясь в подчинении от короля Мерсии. Следовательно, могло случиться так, что Этельбальд помог утвердиться на престоле и Этельхарду, а затем и его брату Кутреду, который наследовал Этельхарду в 739 году. Есть также свидетельства, что южные саксы избавились от господства западных саксов в начале 20-х годов VIII столетия, что косвенно может указывать на расширение влияния Этельбальда в этой области (хотя, возможно, это было влияние Кента, а не Мерсии). Что касается Кента, то есть свидетельства кентских хартий, которое доказывают, что Этельбальд был покровителем церквей Кента. Во времена Этельбальда, мерсийские прелаты участвовали в избрании архиепископа Кентербери, даже несмотря на то, что в это время Кент всё ещё оставался до определенной степени независимым. Этельбальд также смог выступить как глава церковного собора епархии Кентербери в 746 — 747 годах. До этого епископы проводили свои соборы независимо от монархов. Однако нет никаких хартий, свидетельствующих о согласии Этельбальда на дарение земель на территории Кента: в своих хартиях, сохранившихся до наших дней, правившие совместно кентские короли Этельберт II и Эгберт II, предоставляли землю без подписи Этельбальда.
Меньше известно о событиях в Эссексе, но примерно к этому времени Лондон стал окончательно принадлежать королевству Мерсия. Каждый из трёх предшественников Этельбальда — Этельред, Коэнред и Кеолред — подтверждали восточно-саксонскую хартию, предоставляющую Твикенхем Уалдхеру, епископу Лондона. Из хартий Кента известно, что Этельбальд управлял Лондоном, и со времени Этельбальда этот переход Лондона под контроль Мерсии, кажется, полностью завершился.
Немногие сохранившиеся хартии из земли южных саксов, также как и в Кенте, не имеют подписи Этельбальда как свидетеля дарения. Однако, нехватка свидетельств не отменяет того факта, что Беда Достопочтенный, современник того времени, оценивая ситуацию в Англии к 731 году и перечисляя епископов, исполняющих служебные обязанности в южной Англии, добавляет, что «все эти провинции с их королями, как и прочие области юга до самой Сабрины (имеется в виду река Северн), подчиняются королю Мерсии Эдильбальду».

## Войны Этельбальда
Есть свидетельства, что Этельбальд должен был вести войны, чтобы поддерживать свою гегемонию.
«Анналы Камбрии» в записи 722 года сообщают о трёх победах, одержанных «бриттами» над саксами, но не называют имён участников этих сражений. Предполагается, что одним из врагов валлийцев был Этельбальд. Возможно, он потерпел поражение в битве при Пенконе, разбитый войском королевства Гвент.
В Гвентианской Хронике сообщается о битве при горе Карно в 728 году, в котором войско Гвента обратили в бегство англосаксов за реку Аск, так что многие утонули в ней. В 733 произошла битва при Деваудане, в результате долгой и кровавой сечи, бритты были побеждены. В 735 году бриты и англо-саксы вновь сошлись друг с другом в битве при Херефорде, где после тяжелого и кровавого сражения валлийцы одолели саксов.
В 733 Этельбальд предпринял экспедицию против Уэссекса и захватил королевское поместье Сомертон (Somerton). «Англосаксонская хроника» также говорит, что когда Кутред наследовал Этельхарду на престоле Уэссекса в 740 году, «он жестоко бился с Этельбальдом, королём Мерсии». Три года спустя, в 743, Кутред и Этельбальд описаны как сражающиеся с валлийцами. Они захватили тогда у Гвента область Эргинг, но уже в 745 году они его потеряли. Это, возможно, было обязательством, взятым Кутредом перед Мерсией; более ранние короли так же помогали Пенде и Вульфхеру, двум сильнейшим правителям Мерсии в VII столетии.
В Книге Лландафа говорится по этому поводу: «Пусть будет известно, что великие несчастья и грабежи, которые произошли во времена Тельпалдуса и Итайлуса, королей Британии, которые были совершены самой предательской нацией (саксонской), и, прежде всего, на границах Британии (Уэльса) и Аглии (Англии) по направлению к Херфордии, так что вся граница страны Британии была почти уничтожена и даже за пределами, и особенно по реке Уай, из-за частых ежедневных и ночных встреч между собой. Спустя какое-то время мир установился, земля была восстановлена их владельцам и с прежней властью, и в этих частях сформировался союз британцев. И правитель Ител восстановил оставшееся в живых свое достояние, хотя какое-то время разрушенное, а также восстановил епископу Бертгуину одиннадцать сословий, которые принадлежали церкви в дни перед бедствиями». Указанные поместья находятся в Эргинге. Тельпалдус — это сокращение Этельпалдуса, то есть Этельбальд. Все, что известно о пограничном конфликте, которое, несомненно, продолжалось в течение этого периода, состоит в том, что в или около 722 валлийцы одержали две победы в Южном Уэльсе. Точные места неясны. Венди Дэвис датирует правление Итела 710—745 годами..
В 752 Этельбальд и Кутред вновь находились в конфронтации и, согласно одной версии хроники, Кутред «сражался при Берфорде с Этельбальдом, королём мерсийцев, и обратил его в бегство.» Этельбальд, кажется, всё же восстановил свою власть над западными саксами ко времени своей смерти, так как более поздний король Уэссекса Киневульф упоминается как свидетель в хартии Этельбальда в самом начале своего правления, в 757 году.
В 740 велась война между пиктами и Нортумбрией. Этельбальд, который, возможно, объединился с Энгусом, королём пиктов, использовал в своих интересах отсутствие короля Эдберта в Нортумбрии, чтобы разорить его земли и, возможно, сжечь Йорк.

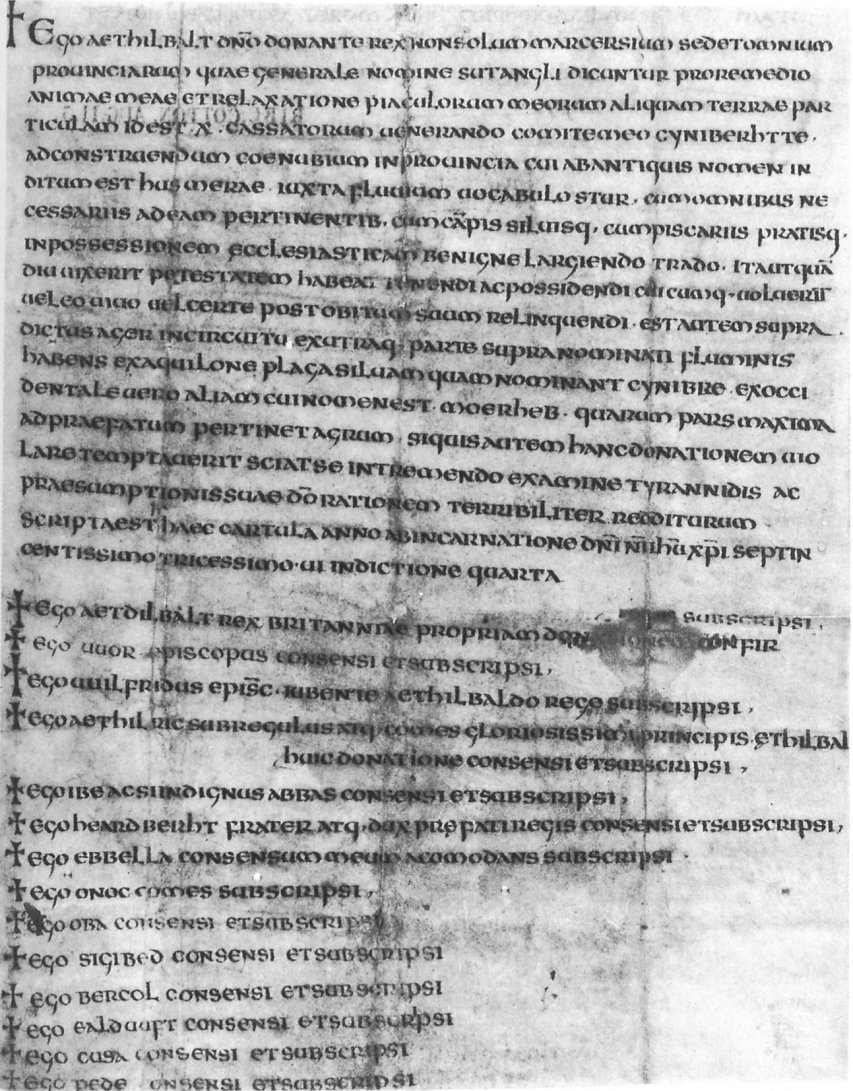
Диплом Исмере — хартия короля Этельбальда элдормену Кунеберту. 736 год.

## Титулы Этельбальда
Беда Достопочтенный в своей «Церковной истории народа англов» перечисляет семь королей, которые господствовали над всеми южными областями Англии в период начиная с конца V и заканчивая концом VII столетия. Впоследствии, Англосаксонская хроника наделяет этих семь правителей «бретвальдами» (bretwaldas или brytenwaldas) титулом, переводимым как «правитель Британии». Хроника добавляет ещё только одного короля к списку: Эгберта Уэссекского), который правил в IX столетии. Получившийся список из восьми бретвальд пропускает (видимо, умышленно) несколько сильных королей Мерсии. Хотя Этельбальд и не назван бретвальдой, но он несомненно доминировал над прочими королями в Саутумбрии (термин, обозначающий земли южнее Хумбера). Это доказывает важная хартия от 736 года, получившая название «Диплом Исмере». Этот документ (согласно исследованиям, видимо, оригинальный) начинается с описания Этельбальда как «короля не только Мерсии, но также и всех областей, которые называются общим именем Южная Англия»; далее в списке свидетелей он назван «Rex Britanniae» («Король Британии»), что может интерпретироваться, как латинское представление английского названия Bretwalda.

## Отношения с Церковью
Поначалу Этельбальд притеснял церковь и часто посягал на церковное имущество. Но в 745 — 746 годах наиболее выдающийся из англосаксонских миссионеров в Германии, Святой Бонифаций, наряду с семью другими епископами, послал Этельбальду укоризненное письмо, упрекая его во многих грехах: в присвоении церковных доходов, нарушении церковных привилегий, наложении трудовых повинностей на духовенство и прелюбодействии с монахинями. В письме они просили Этельбальда взять жену и оставить грех похоти:

«Поэтому мы, возлюбленный сын, умоляем Вашу Милость Христом, сыном Божьим, его Пришествием и его Царством, если верно то, что Вы продолжаете [оставаться] в этом пороке, чтобы Вы исправили Вашу жизнь раскаянием, очистили себя и приняли во внимание, какой мерзостью является похоть, чтобы [Вы] вернули подобие Бога, по образу которого были созданы, и [отвергли] сходство со злобным демоном. Помните, что Вы стали королём и правителем над многими не вашими собственными достоинствами, но имеющейся во множестве милостью Божьей, а сейчас Вы, из-за вашей собственной похоти, делаете себя рабом дьявола.»
Бонифаций сначала послал письмо архиепископу Йорка Эгберту, прося его, чтобы он наставил короля на путь истинный, даже если обвинения в его адрес не совсем верные; и он просил Херефрита, священника, к которому Этельбальд прислушивался в прошлом, чтобы он лично прочитал и разъяснил королю это письмо. Хотя письмо Бонифация хвалит Этельбальда за веру и раздачу милостыни, его критические замечания сильно исказили последующее мнение о нём.
Запись, сделанная в списке девятого столетия о пожертвованиях аббатству Глостер, согласно которой Этельбальд «нанес удар — или ударил» до смерти родственника аббатисы-мерсийки, также отрицательно сказалась на его репутации. Этельбальд, возможно, влиял на назначение архиепископов Кентербери Татвина, Нотельма и Кутберта (последний ранее был епископом Херефорда).
Несмотря на сильные критические замечания Бонифация, есть свидетельства положительного интереса Этельбальда к церковным делам. Этельбальд следил и, возможно, председательствовал на синоде в Кловешо (местоположение не локализовано). Синод был обеспокоен отношениями между церковью и светским миром и осудил многие излишества среди духовенства. Он также ограничил отношения между монахами и светскими лицами и постановил, что светский образ жизни непозволителен для монахов: светские дела и светские песни были запрещены, особенно «шутливые песни».
В 749 году на синоде в Гамли (Gumley) Этельбальд освободил церковные земли от всех налогов, кроме trinoda necessitas (тройного налога на содержание мостов и дорог, городских укреплений и отрядов народной милиции). Однако эта хартия была засвидетельствована только епископами Мерсии, и, вероятно, что не имела никакой силы вне Мерсии. Также возможно, что это было продолжением реформ, вдохновленных Бонифацием и начатой на синоде в Кловешо.

## Убийство Этельбальда

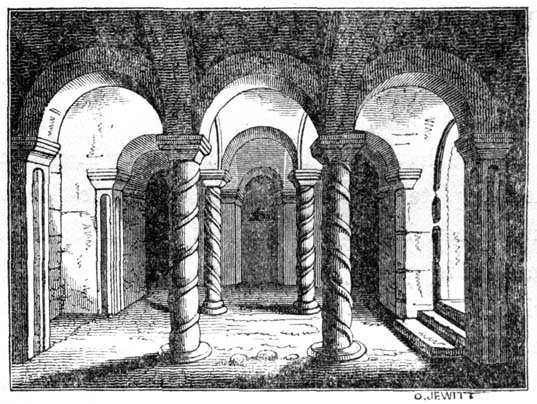
Гравюра склепа в Рептоне, где Этельбальд был предан земле. XIX век.

В 757 году Этельбальд был убит в Секингтоне, в Уорикшире, около королевского поместья Темворса. Согласно более позднему продолжению «Церковной истории народа англов» Беды, «жалким образом умер Этельбальд, король мерсийцев, ночью злодейски умерщвлённый своими стражниками», хотя причина, почему это произошло, не зафиксирована. Этельбальд был похоронен в Рептоне, в склепе, который сохранился до наших дней. Один из современников Этельбальда, как сообщают, видел в своём видении его в аду, укрепляя отрицательное мнение о короле. Монастырская церковь была построена, вероятно, Этельбальдом, чтобы здесь была размещена королевская гробница; здесь же похоронен и святой Вигстан Мерсийский. Сохранился фрагмент каменного креста в Рептоне, на лицевой стороне которого вырезано изображение человека, и который, как было предложено, может быть памятником Этельбальду. Изображение показывает человека, носящего кольчужную броню, несущего меч и щит и с диадемой на голове.